# مرکز روان‌پزشکی کریدمور
مرکز روان‌پزشکی کریدمور (انگلیسی: Creedmoor Psychiatric Center) یک بیمارستان روان‌پزشکی در بلوار وینچستر ۷۹–۲۶، منطقه کویینز ویلیج، کویینز ایالت نیویورک، ایالات متحده آمریکا است. این مرکز خدمات بستری، سرپایی و خانگی را برای بیمارانی که اختلال روانی شدید دارند، ارائه می‌دهد. این بیمارستان مساحتی بالغ بر ۳۰۰ جریب فرنگی (۱۲۱ هکتار) را دربر گرفته‌است و دارای بیش از ۵۰ ساختمان است.
نام این مرکز به یاد خانواده کرید انتخاب گردید که روی این زمین به فعالیت پرداخته و از آن بهره‌برداری می‌کردند. از دههٔ ۱۸۷۰ تا ۱۸۹۲، از اینجا به عنوان میدان تیر استفاده می‌شد.